# Eric Bernotas
Eric Bernotas, né le 5 août 1971 à West Chester (Pennsylvanie), est un skeletoneur américain depuis 2002. Il souffrait du syndrome de Gilles de La Tourette et également de problèmes d'alcoolisme et de dépression. Il détient les records des pistes de Nagano et de Lake Placid. Eric Bernotas remporte sa première victoire internationale en février 2005 lors de la coupe du monde de Lake Placid.

## Palmarès

### Jeux olympiques d'hiver
- 6e en 2006 à Turin.
- 14e en 2010 à Vancouver.

### Championnats du monde
- Individuel
  - 2005 : 8e
  -  Médaille d'argent : en 2007.
  - 2008 : 12e.
  - 2009 : 7e.

- Par équipe mixte
  -  Médaille d'argent : en 2007.
  -  Médaille de bronze : en 2009.

### Coupe du monde
- Meilleur classement au général : 2e de la 2007.
- 12 podiums individuels : 5 victoires, 4 deuxièmes places et 3 troisièmes places.

#### Détails des victoires en Coupe du monde
| Édition   | Piste        | Total |
| 2004-2005 | Lake Placid  | 1     |
| 2005-2006 | Lake Placid  | 1     |
| 2006-2007 | Nagano       | 1     |
| 2007-2008 | Lake Placid  | 1     |
| 2009-2010 | Saint-Moritz | 1     |